# 이애
이애(李薆, 1363년 ~ 1414년 음력 10월 6일)는 고려 시대 말기 선비이자, 조선 초의 문신으로, 초명은 이백경(李伯卿)·이저(李佇), 본관은 청주(淸州), 호(號)는 산남(山南)이다. 이거이(李居易)의 장남이자 태조(太祖)의 부마이다.

## 생애
조선 개국 이전의 행적은 아직도 거의 전하지 않으며 1390년 음서로써 고려국 예문관 예하 강독관 직에 천거되었다.
그 후 1392년 조선국 창건을 목도하였고 1396년(태조 5) 3월 군자감승(軍資監丞)으로 재직 중 태조(太祖)의 장녀를 맞이해 부마가 되었으며, 5월 상당군(上黨君)으로 봉해졌다.
1398년(태조 7) 8월 제1차 왕자의 난에 참여했으며, 9월 상당후(上黨候)로 고쳐 봉해지고 정사공신(定社功臣)에 책록되었다.
이 무렵 이름의 '경(卿)' 자가 정종(定宗)의 휘(諱)를 범하므로, 이저(李佇)로 개명했다.
이듬해 대간의 건의로 종친과 훈신(勳臣)이 여러 도의 군사를 나누어 맡게 되었는데, 이때 경상도(慶尙道)·전라도(全羅道)를 맡았다.
1400년(정종 2) 1월 제2차 왕자의 난에 참여했으며, 2월 판삼군부사(判三軍府事)·좌군도절제사(左軍都節制使)로 임명되었다.
5월 영완산부윤(領完山府尹)으로 폄척(貶斥)되었다가 9월 소환되었다.
태종(太宗)이 즉위한 후인 이듬해 1월 15일 좌명공신(佐命功臣) 1등으로 책록되었으며, 1월 25일 공(公)·후(侯)·백(伯)의 봉작이 혁파되자 다시 상당군으로 고쳐 봉해졌다.
3월 문하부우정승(門下府右政丞) 하륜(河崙)이 이저의 아버지인 문하부좌정승(門下府左政丞) 이거이(李居易)를 면직시키기 위해 자신이 먼저 재이(災異)를 칭탁하고 사직을 간청했다. 이에 왕이 이거이를 계림부윤(雞林府尹)으로 내보냈는데, 이저 역시 이때 완산부윤(完山府尹)으로 내보내졌다.
1402년(태종 2) 7월 의정부찬성사(議政府贊成事)로 임명되었으며, 11월 판승추부사(判承樞府事), 12월 좌군도총제(左軍都摠制)를 겸했다.
이듬해 6월 사직을 청했으나 윤허받지 못했으며, 10월 왕에게 자신의 조부인 형부상서(刑部尙書) 이정(李挺)의 시호를 청해 문간(文簡)이라는 시호를 받아냈다.
1404년(태종 4) 6월 천변지괴(天變地怪)로 하륜·성석린(成石璘)·이직(李稷)과 함께 치사(致仕)를 청해 파직되었다.
10월 18일 서원부원군(西原府院君) 이거이가 반역 혐의로 탄핵을 받자 그와 함께 고향인 진주(鎭州)로 돌아갈 것을 명받았으며, 10월 24일 자손이 금고(禁錮)형에 처해졌다.
11월 함주(咸州)로, 이듬해 2월 이천(利川)으로 옮겨서 안치되었다가 6월 소환되었다. 그러나 같은 달 스스로 진주로 돌아갔다.
이후 임강(臨江)으로 옮겨서 안치되었다가 1410년(태종 10) 7월 소환되어 다시 상당군으로 봉해졌으며, 9월 세자의 휘를 피해 개명할 것을 청했으므로, 이애(李薆)라는 이름을 받았다.
1412년(태조 12) 이거이의 상을 당해 진주에 있다가 1414년(태종 14) 향년 52세로 졸했다. 시호는 경숙(景肅)이다.

## 가족 관계
- 증조 - 이계감(李季瑊)[6] : 낭성군(琅城君), 정헌공(正憲公)
  - 조부 - 이정(李挺, 1297년 ~ 1361년) : 형부상서(刑部尙書), 문간공(文簡公)
    - 아버지 - 이거이(李居易, 1348년 ~ 1412년) : 영사평부사(領司平府事), 서원부원군(西原府院君)
    - 어머니 - 형부상서 최연(崔堧)의 딸[6]
      - 동생 - 이백관(李伯寬) : 첨지중추원사(僉知中樞院事)
      - 동생 - 이백신(李伯臣) : 지울산군사(知蔚山郡事)
      - 동생 - 이백강(李伯剛, 1381년 ~ 1451년) : 청평위(淸平尉), 정절공(靖節公), 태종(太宗)의 사위(정순공주 부마)
      - 동생 - 이현(李儇)
      - 부인 - 태조(太祖)의 장녀 경신공주(慶愼公主, ? ~ 1426년)
        - 장남 - 이비(李俾)
        - 차남 - 이후(李厚, ? ~ 1428년)[7] : 돈녕부판관(敦寧府判官)

## 이애를 연기한 배우

### TV 드라마
- 송호섭 - 《용의 눈물》(KBS 드라마, 1996년~1998년)